# Стефан Илиев (композитор)
Вижте пояснителната страница за други личности с името Стефан Илиев.
Стефан Тодоров Илиев е български композитор и педагог.

## Биография
Роден е на 4 февруари 1946 г. в град София. През 1980 г. завършва Българската държавна консерватория в класа по „Композиция“ на Парашкев Хаджиев.
От 1983 до 1990 г. работи в Българското национално радио, където се издига до директор на Дирекция „Музика“. От 1991 до 1992 г. е преподавател в Българската държавна консерватория, а от 1993 до 1994 г. в Югозападния университет „Неофит Рилски“. От 2001 г. работи в Министерството на културата, където от 2003 до 2005 г. е директор на Националния център за музика и танц.
Автор е на симфонична, камерна, електроакустична, хорова, детска и филмова музика. Негово дело е музиката към игралните филми „Подарък в полунощ“, „19 метра вятър“ и „Ева на третия етаж“. Създава музиката към радиотеатри и телевизионни постановки. Автор е на над 50 песни за хор и над 100 песни за деца.
Носител е на различни национални и международни награди за композиция, сред които за електроакустична музика от „Втора трибуна на Юнеско“ (1988) и за композиция от международния конкурс „Пиано Дуо Композиция“ (1992 и 1994).
Членува в различни творчески организации, включително Съюза на българските композитори и Съюза на българските филмови дейци.